# NGC 3943
NGC 3943 (również PGC 37237) – galaktyka spiralna z poprzeczką (SBa), znajdująca się w gwiazdozbiorze Lwa. Odkrył ją Heinrich Louis d’Arrest 27 kwietnia 1865 roku. Jest to galaktyka z aktywnym jądrem typu LINER.